# Yu Sang-man
Yu Sang-man – północnokoreański zapaśnik w stylu wolnym. Wicemistrz Azji w 1988 i 1989; czwarty w 1993. Mistrz Azji juniorów w 1985 roku.